# Skånebragden
Skånebragden är ett pris som i december årligen sedan 1998 utdelas av tidningen Sydsvenska Dagbladet/Sydsvenskan till idrottspersoner eller lag, som efter läsarnas omröstning utses att ha gjort årets främsta idrottsprestation, med någon anknytning till Skåne.

## Pristagare
- 1998 – Peter Andersson, bågskytte[1]
- 1999 – Roland Nilsson, fotboll[1]
- 2000 – Pia Hansen, skytte[1]
- 2001 – Rolf-Göran Bengtsson, ridsport[1]
- 2002 – Peter Ijeh, fotboll[1]
- 2003 – Caroline Jönsson, fotboll[1]
- 2004 – Malmö FF, fotboll[1]
- 2005 – Jan Brink, ridsport[1]
- 2006 – Kenny Jönsson, ishockey[1]
- 2007 – Henrik Stenson, golf[1]
- 2008 – Rolf-Göran Bengtsson, ridsport[1]
- 2009 – Lisa Nordén, triathlon[1]
- 2010 – Lisa Nordén, triathlon[1]
- 2011 – Rolf-Göran Bengtsson, ridsport[2]
- 2012 – Lisa Nordén, triathlon[3]
- 2013 – Henrik Stenson, golf
- 2014 – Malmö FF, fotboll
- 2015 – Louise Hansson, simning
- 2016 – Henrik Stenson, golf[4]
- 2017 – Peder Fredricson, ridsport[5]
- 2018 – Fredrik Jönsson, ridsport[6]
- 2019 – Caroline Seger, fotboll[7]
- 2020 – Delades inte ut.[7]
- 2021 – Peder Fredricson, ridsport[7]
- 2022 – Linn Grant, golf[8]
- 2023 – Ludvig Åberg, golf[9]